# حشره‌خوار ساردینیا
 حشره‌خوار ساردینیا (نام علمی: Nesiotites similis) نام یک گونه منقرض‌شده از زیرخانواده حشره‌خوارهای دندان‌سرخ است.